# European Champions League 2006–2007 (damer)
European Champions League 2006-2007 i volleyboll spelades mellan 28 november 2006 och 25 mars 2007 var den 47:e upplagan av tävlingen och 16 klubblag från CEV:s medlemsförbund deltog.  Volley Bergamo vann mästerskapet för femta gången genom att besegra ZHVK Dinamo Moskva i finalen.  Angelina Grün utsågs till mest värdefulla spelare, medan Virginie de Carne var främsta poängvinnare.

## Deltagande lag
| - VV Martinus - Azərreyl QVK - Volley Bergamo - RC Cannes - Eczacıbaşı SK - Vakıfbank GS - Giannino Pieralisi Volley - MKS Kalisz | - CV Las Palmas - ZHVK Dinamo Moskva - MKS Muszyna - Robursport Volley Pesaro - Schwechat Post - CV Tenerife - HAOK Mladost - Voléro Zürich |

## Gruppspelsfasen

### Grupper
| Grupp A                                               | Grupp B                                                           | Grupp C                                                            | Grupp D                                            |
| ----------------------------------------------------- | ----------------------------------------------------------------- | ------------------------------------------------------------------ | -------------------------------------------------- |
| RC Cannes Vakıfbank GS ZHVK Dinamo Moskva MKS Muszyna | VV Martinus Giannino Pieralisi Volley CV Las Palmas Voléro Zürich | Azərreyl QVK Eczacıbaşı SK Robursport Volley Pesaro Schwechat Post | Volley Bergamo MKS Kalisz CV Tenerife HAOK Mladost |

### Grupp A

#### Resultat
| Datum    | Mellan                            | Resultat | Set   | Set   | Set   | Set   | Set  | Poäng totalt | Speltid | Åskådare |
| Datum    | Mellan                            | Resultat | 1     | 2     | 3     | 4     | 5    | Poäng totalt | Speltid | Åskådare |
| -------- | --------------------------------- | -------- | ----- | ----- | ----- | ----- | ---- | ------------ | ------- | -------- |
| 28-11-06 | RC Cannes - MKS Muszyna           | 3 - 1    | 25:16 | 23:25 | 25:19 | 25:23 |      | 98 - 83      | 1h:52   | 3.000    |
| 29-11-06 | ZHVK Dinamo Moskva - Vakıfbank GS | 3 - 2    | 25:18 | 29:27 | 18:25 | 22:25 | 15:9 | 109 - 104    | 1h:58   | 1.900    |
| 05-12-06 | MKS Muszyna - ZHVK Dinamo Moskva  | 0 - 3    | 20:25 | 19:25 | 21:25 |       |      | 60 - 75      | 1h:14   | 1.000    |
| 05-12-06 | Vakıfbank GS - RC Cannes          | 0 - 3    | 20:25 | 19:25 | 16:25 |       |      | 55 - 75      | 1h:18   | 2.000    |
| 12-12-06 | RC Cannes - ZHVK Dinamo Moskva    | 0 - 3    | 22:25 | 15:25 | 21:25 |       |      | 58 - 75      | 1h:10   | 3.500    |
| 12-12-06 | MKS Muszyna - Vakıfbank GS        | 3 - 1    | 20:25 | 25:19 | 25:17 | 25:22 |      | 95 - 83      | 1h:35   | 1.000    |
| 19-12-06 | ZHVK Dinamo Moskva - RC Cannes    | 3 - 0    | 25:23 | 25:16 | 22:25 | 25:19 |      | 97 - 83      | 1h:34   | 2.100    |
| 20-12-06 | Vakıfbank GS - MKS Muszyna        | 3 - 0    | 25:17 | 25:20 | 25:18 |       |      | 75 - 55      | 1h:10   | 2.650    |
| 09-01-07 | RC Cannes - Vakıfbank GS          | 1 - 3    | 28:26 | 22:25 | 18:25 | 20:25 |      | 88 - 101     | 1h:52   | 2.500    |
| 10-01-07 | ZHVK Dinamo Moskva - MKS Muszyna  | 3 - 0    | 25:12 | 25:22 | 25:13 |       |      | 75 - 47      | 1h:08   | 2.400    |
| 20-01-07 | Vakıfbank GS - ZHVK Dinamo Moskva | 3 - 1    | 25:15 | 25:19 | 22:25 | 25:15 |      | 97 - 74      | 1h:30   | 2.780    |
| 20-01-07 | MKS Muszyna - RC Cannes           | 0 - 3    | 23:25 | 19:25 | 17:25 |       |      | 59 - 75      | 1h:16   | 900      |

#### Sluttabell
| Pos | Lag                | Poäng | Matcher | Matcher | Matcher   | Set   | Set       | Kvot  | Poäng | Poäng     | Kvot  |
| Pos | Lag                | Poäng | Spelade | Vunna   | Förlorade | Vunna | Förlorade | Kvot  | Vunna | Förlorade | Kvot  |
| --- | ------------------ | ----- | ------- | ------- | --------- | ----- | --------- | ----- | ----- | --------- | ----- |
| 1   | ZHVK Dinamo Moskva | 11    | 6       | 5       | 1         | 16    | 6         | 2.667 | 505   | 449       | 1.125 |
| 2   | RC Cannes          | 9     | 6       | 3       | 3         | 11    | 10        | 1.100 | 440   | 470       | 1.015 |
| 3   | Vakıfbank GS       | 9     | 6       | 3       | 3         | 12    | 11        | 1.091 | 515   | 496       | 1.038 |
| 4   | MKS Muszyna        | 7     | 6       | 1       | 5         | 4     | 16        | 0.250 | 399   | 481       | 0.830 |

### Grupp B

#### Resultat
| Datum    | Mellan                                    | Resultat | Set   | Set   | Set   | Set   | Set   | Poäng totalt | Speltid | Åskådare |
| Datum    | Mellan                                    | Resultat | 1     | 2     | 3     | 4     | 5     | Poäng totalt | Speltid | Åskådare |
| -------- | ----------------------------------------- | -------- | ----- | ----- | ----- | ----- | ----- | ------------ | ------- | -------- |
| 29-11-06 | Giannino Pieralisi Volley - Voléro Zürich | 2 - 3    | 19:25 | 25:20 | 16:25 | 25:21 | 12:15 | 97 - 106     | 2h:00   | 1.000    |
| 29-11-06 | VV Martinus - CV Las Palmas               | 3 - 1    | 25:19 | 25:22 | 20:25 | 25:16 |       | 95 - 82      | 1h:45   | 1.020    |
| 06-12-06 | Voléro Zürich - VV Martinus               | 3 - 0    | 25:19 | 25:18 | 25:16 |       |       | 75 - 53      | 1h:16   | 720      |
| 07-12-06 | CV Las Palmas - Giannino Pieralisi Volley | 2 - 3    | 19:25 | 25:21 | 18:25 | 25:23 | 10:15 | 97 - 109     | 2h:10   | 250      |
| 13-12-06 | Giannino Pieralisi Volley - VV Martinus   | 3 - 1    | 25:23 | 20:25 | 25:19 | 25:21 |       | 95 - 88      | 1:45    | 480      |
| 13-12-06 | Voléro Zürich - CV Las Palmas             | 3 - 2    | 25:13 | 25:19 | 23:25 | 28:30 | 15:13 | 116 - 100    | 2h:10   | 750      |
| 20-12-06 | CV Las Palmas - Voléro Zürich             | 3 - 1    | 21:25 | 25:22 | 25:22 | 25:21 |       | 96 - 90      | 1h:50   | 250      |
| 20-12-06 | VV Martinus - Giannino Pieralisi Volley   | 1 - 3    | 22:25 | 17:25 | 25:22 | 20:25 |       | 84 - 97      | 1h:47   | 1.000    |
| 10-01-07 | VV Martinus - Voléro Zürich               | 3 - 0    | 25:17 | 25:16 | 28:26 |       |       | 78 - 59      | 1h:12   | 1.100    |
| 10-01-07 | Giannino Pieralisi Volley - CV Las Palmas | 3 - 0    | 25:16 | 25:23 | 25:17 |       |       | 75 - 56      | 1h:10   | 700      |
| 16-01-07 | CV Las Palmas - VV Martinus               | 3 - 0    | 25:21 | 25:17 | 25:22 |       |       | 75 - 60      | 1h:24   | 350      |
| 16-01-07 | Voléro Zürich - Giannino Pieralisi Volley | 2 - 3    | 19:25 | 25:20 | 18:25 | 25:19 | 8:15  | 95 - 104     | 1h:52   | 1.100    |

#### Sluttabell
| Pos | Lag                       | Poäng | Matcher | Matcher | Matcher   | Set   | Set       | Kvot  | Poäng | Poäng     | Kvot  |
| Pos | Lag                       | Poäng | Spelade | Vunna   | Förlorade | Vunna | Förlorade | Kvot  | Vunna | Förlorade | Kvot  |
| --- | ------------------------- | ----- | ------- | ------- | --------- | ----- | --------- | ----- | ----- | --------- | ----- |
| 1   | Giannino Pieralisi Volley | 11    | 6       | 5       | 1         | 17    | 9         | 1.889 | 577   | 526       | 1.097 |
| 2   | Voléro Zürich             | 9     | 6       | 3       | 3         | 12    | 13        | 0.923 | 541   | 528       | 1.025 |
| 3   | CV Las Palmas             | 8     | 6       | 2       | 4         | 11    | 13        | 0.846 | 506   | 545       | 0.928 |
| 4   | VV Martinus               | 8     | 6       | 2       | 4         | 8     | 13        | 0.615 | 458   | 483       | 0.948 |

### Grupp C

#### Resultat
| Datum    | Mellan                                    | Resultat | Set   | Set   | Set   | Set   | Set | Poäng totalt | Speltid | Åskådare |
| Datum    | Mellan                                    | Resultat | 1     | 2     | 3     | 4     | 5   | Poäng totalt | Speltid | Åskådare |
| -------- | ----------------------------------------- | -------- | ----- | ----- | ----- | ----- | --- | ------------ | ------- | -------- |
| 28-11-06 | Azərreyl QVK - Robursport Volley Pesaro   | 1 - 3    | 24:26 | 26:24 | 21:25 | 22:25 |     | 93 - 100     | 1h:58   | 3.000    |
| 29-11-06 | Eczacıbaşı SK - Schwechat Post            | 3 - 1    | 23:25 | 25:16 | 25:22 | 25:14 |     | 98 - 77      | 1h:33   | 600      |
| 05-12-06 | Schwechat Post - Azərreyl QVK             | 1 - 3    | 22:25 | 27:25 | 15:25 | 21:25 |     | 85 - 100     | 1h:49   | 800      |
| 06-12-06 | Robursport Volley Pesaro - Eczacıbaşı SK  | 3 - 1    | 25:21 | 25:14 | 17:25 | 25:22 |     | 92 - 82      | 1h:43   | 1.210    |
| 13-12-06 | Eczacıbaşı SK - Azərreyl QVK              | 0 - 3    | 14:25 | 25:27 | 21:25 |       |     | 60 - 77      | 1h:20   | 700      |
| 13-12-06 | Schwechat Post - Robursport Volley Pesaro | 0 - 3    | 26:28 | 14:25 | 20:25 |       |     | 60 - 78      | 1h:12   | 700      |
| 19-12-06 | Azərreyl QVK - Eczacıbaşı SK              | 1 - 3    | 26:28 | 26:24 | 25:27 | 18:25 |     | 95 - 104     | 1h:58   | 2.000    |
| 20-12-06 | Robursport Volley Pesaro - Schwechat Post | 3 - 0    | 25:12 | 25:20 | 25:18 |       |     | 75 - 50      | 1h:06   | 600      |
| 10-01-07 | Eczacıbaşı SK - Robursport Volley Pesaro  | 3 - 0    | 25:20 | 26:24 | 25:22 |       |     | 76 - 66      | 1h:26   | 700      |
| 11-01-07 | Azərreyl QVK - Schwechat Post             | 3 - 0    | 25:14 | 25:15 | 25:21 |       |     | 75 - 50      | 1h:10   | 1.600    |
| 16-01-07 | Robursport Volley Pesaro - Azərreyl QVK   | 3 - 1    | 25:14 | 25:21 | 25:27 | 25:14 |     | 100 - 76     | 1h:45   | 700      |
| 16-01-07 | Schwechat Post - Eczacıbaşı SK            | 1 - 3    | 26:22 | 18:25 | 24:26 | 20:25 |     | 88 - 98      | 1h:48   | 250      |

#### Sluttabell
| Pos | Lag                      | Poäng | Matcher | Matcher | Matcher   | Set   | Set       | Kvot  | Poäng | Poäng     | Kvot  |
| Pos | Lag                      | Poäng | Spelade | Vunna   | Förlorade | Vunna | Förlorade | Kvot  | Vunna | Förlorade | Kvot  |
| --- | ------------------------ | ----- | ------- | ------- | --------- | ----- | --------- | ----- | ----- | --------- | ----- |
| 1   | Robursport Volley Pesaro | 11    | 6       | 5       | 1         | 15    | 6         | 2.500 | 511   | 437       | 1.169 |
| 2   | Eczacıbaşı SK            | 10    | 6       | 4       | 2         | 13    | 9         | 1.444 | 518   | 495       | 1.046 |
| 3   | Azərreyl QVK             | 9     | 6       | 3       | 3         | 12    | 10        | 1.200 | 516   | 499       | 1.034 |
| 4   | Schwechat Post           | 6     | 6       | 0       | 6         | 3     | 18        | 0.167 | 410   | 524       | 0.782 |

### Grupp D

#### Resultat
| Datum    | Mellan                        | Resultat | Set   | Set   | Set   | Set   | Set  | Poäng totalt | Speltid | Åskådare |
| Datum    | Mellan                        | Resultat | 1     | 2     | 3     | 4     | 5    | Poäng totalt | Speltid | Åskådare |
| -------- | ----------------------------- | -------- | ----- | ----- | ----- | ----- | ---- | ------------ | ------- | -------- |
| 29-11-06 | CV Tenerife - Volley Bergamo  | 2 - 3    | 25:20 | 22:25 | 33:31 | 17:25 | 6:15 | 103 - 116    | 2h:10   | 1.500    |
| 30-11-06 | MKS Kalisz - HAOK Mladost     | 3 - 0    | 25:14 | 25:14 | 25:12 |       |      | 75 - 40      | 1h:09   | 1.600    |
| 07-12-06 | HAOK Mladost - CV Tenerife    | 0 - 3    | 16:25 | 11:25 | 11:25 |       |      | 38 - 75      | 1h:00   | 600      |
| 05-12-06 | Volley Bergamo - MKS Kalisz   | 3 - 0    | 25:20 | 29:27 | 27:25 |       |      | 81 - 72      | 1h:26   | 1.000    |
| 13-12-06 | CV Tenerife - MKS Kalisz      | 3 - 1    | 28:26 | 25:22 | 23:25 | 25:16 |      | 101 - 89     | 2h:00   | 1.100    |
| 13-12-06 | Volley Bergamo - HAOK Mladost | 3 - 0    | 25:13 | 25:17 | 25:19 |       |      | 75 - 49      | 1h:04   | 800      |
| 19-12-06 | HAOK Mladost - Volley Bergamo | 0 - 3    | 12:25 | 21:25 | 18:25 |       |      | 51 - 75      | 1h:03   | 500      |
| 21-12-06 | MKS Kalisz - CV Tenerife      | 3 - 1    | 19:25 | 25:23 | 25:19 | 25:21 |      | 94 - 88      | 1h:53   | 1.700    |
| 11-01-07 | MKS Kalisz - Volley Bergamo   | 1 - 3    | 16:25 | 13:25 | 25:23 | 22:25 |      | 76 - 98      | 1h:50   | 2.900    |
| 10-01-07 | CV Tenerife - HAOK Mladost    | 3 - 0    | 25:6  | 25:12 | 25:10 |       |      | 75 - 28      | 0h:55   | 1.250    |
| 16-01-07 | HAOK Mladost - MKS Kalisz     | 0 - 3    | 14:25 | 11:25 | 9:25  |       |      | 34 - 75      | 0h:58   | 200      |
| 16-01-07 | Volley Bergamo - CV Tenerife  | 3 - 0    | 25:15 | 25:15 | 25:14 |       |      | 75 - 44      | 1h:10   | 1.200    |

#### Sluttabell
| Pos | Lag            | Poäng | Matcher | Matcher | Matcher   | Set   | Set       | Kvot  | Poäng | Poäng     | Kvot  |
| Pos | Lag            | Poäng | Spelade | Vunna   | Förlorade | Vunna | Förlorade | Kvot  | Vunna | Förlorade | Kvot  |
| --- | -------------- | ----- | ------- | ------- | --------- | ----- | --------- | ----- | ----- | --------- | ----- |
| 1   | Volley Bergamo | 12    | 6       | 6       | 0         | 18    | 3         | 6.000 | 520   | 395       | 1.316 |
| 2   | CV Tenerife    | 9     | 6       | 3       | 3         | 12    | 10        | 1.200 | 486   | 440       | 1.105 |
| 3   | MKS Kalisz     | 9     | 6       | 3       | 3         | 11    | 10        | 1.100 | 481   | 442       | 1.088 |
| 4   | HAOK Mladost   | 8     | 6       | 0       | 6         | 0     | 18        | 0.000 | 240   | 450       | 0.533 |

## Tolftedelsfinal

### Match 1
| Datum    | Mellan                                   | Resultat | Set   | Set   | Set   | Set   | Set  | Poäng totalt | Speltid | Åskådare |
| Datum    | Mellan                                   | Resultat | 1     | 2     | 3     | 4     | 5    | Poäng totalt | Speltid | Åskådare |
| -------- | ---------------------------------------- | -------- | ----- | ----- | ----- | ----- | ---- | ------------ | ------- | -------- |
| 07-02-07 | ZHVK Dinamo Moskva - CV Las Palmas       | 3 - 2    | 25:21 | 17:25 | 19:25 | 25:21 | 15:7 | 101 - 99     | 1h:58   | 2.410    |
| 07-02-07 | VV Martinus - Eczacıbaşı SK              | 3 - 0    | 28:26 | 25:13 | 27:25 |       |      | 80 - 64      | 1h:31   | 1.250    |
| 06-02-07 | RC Cannes - MKS Kalisz                   | 3 - 0    | 25:23 | 25:22 | 25:19 |       |      | 75 - 64      | 1h:17   | 3.600    |
| 08-02-07 | CV Tenerife - Robursport Volley Pesaro   | 3 - 1    | 25:13 | 25:22 | 20:25 | 25:20 |      | 95 - 80      | 1h:47   | 2.500    |
| 08-02-07 | Volley Bergamo - Azərreyl QVK            | 3 - 0    | 25:17 | 25:17 | 25:16 |       |      | 75 - 50      | 1h:05   | 1.500    |
| 07-02-07 | Vakıfbank GS - Giannino Pieralisi Volley | 1 - 3    | 13:25 | 18:25 | 25:7  | 13:25 |      | 95 - 102     | 1h:42   | 2.185    |

### Match 2
| Datum    | Mellan                                   | Resultat | Set   | Set   | Set   | Set   | Set | Poäng totalt | Speltid | Åskådare |
| Datum    | Mellan                                   | Resultat | 1     | 2     | 3     | 4     | 5   | Poäng totalt | Speltid | Åskådare |
| -------- | ---------------------------------------- | -------- | ----- | ----- | ----- | ----- | --- | ------------ | ------- | -------- |
| 14-02-07 | CV Las Palmas - ZHVK Dinamo Moskva       | 0 - 3    | 22:25 | 18:25 | 20:25 |       |     | 60 - 75      | 1h:19   | 405      |
| 14-02-07 | Eczacıbaşı SK - VV Martinus              | 3 - 1    | 20:25 | 25:20 | 25:22 | 26:24 |     | 96 - 91      | 1h:45   | 600      |
| 15-02-07 | MKS Kalisz - RC Cannes                   | 1 - 3    | 25:27 | 19:25 | 25:21 | 17:25 |     | 86 - 98      | 1h:44   | 2.700    |
| 14-02-07 | Robursport Volley Pesaro - CV Tenerife   | 0 - 3    | 20:25 | 14:25 | 21:25 |       |     | 55 - 75      | 1h:14   | 1.200    |
| 14-02-07 | Volley Bergamo - Azərreyl QVK            | 3 - 0    | 25:12 | 25:23 | 26:24 |       |     | 76 - 59      | 1h:12   | 2.200    |
| 15-02-07 | Giannino Pieralisi Volley - Vakıfbank GS | 3 - 0    | 25:20 | 25:18 | 25:20 |       |     | 75 - 58      | 1h:10   | 650      |

### Kvalificerade lag
- ZHVK Dinamo Moskva
- VV Martinus
- RC Cannes
- CV Tenerife
- Volley Bergamo
- Giannino Pieralisi Volley

## Spel om semifinalplatser

### Match 1
| Datum    | Mellan                                     | Resultat | Set   | Set   | Set   | Set   | Set   | Poäng totalt | Speltid | Åskådare |
| Datum    | Mellan                                     | Resultat | 1     | 2     | 3     | 4     | 5     | Poäng totalt | Speltid | Åskådare |
| -------- | ------------------------------------------ | -------- | ----- | ----- | ----- | ----- | ----- | ------------ | ------- | -------- |
| 28-02-07 | ZHVK Dinamo Moskva - VV Martinus           | 3 - 0    | 25:21 | 25:20 | 25:20 |       |       | 75 - 61      | 1h:16   | 3.500    |
| 28-02-07 | RC Cannes - CV Tenerife                    | 2 - 3    | 25:23 | 21:25 | 25:20 | 16:25 | 11:15 | 98 - 108     | 1h:59   | 3.800    |
| 27-02-07 | Volley Bergamo - Giannino Pieralisi Volley | 2 - 3    | 20:25 | 19:25 | 25:15 | 25:19 | 12:15 | 101 - 99     | 1h:57   | 1.000    |

### Match 2
| Datum    | Mellan                                     | Resultat | Set   | Set   | Set   | Set   | Set | Poäng totalt | Speltid | Åskådare |
| Datum    | Mellan                                     | Resultat | 1     | 2     | 3     | 4     | 5   | Poäng totalt | Speltid | Åskådare |
| -------- | ------------------------------------------ | -------- | ----- | ----- | ----- | ----- | --- | ------------ | ------- | -------- |
| 08-03-07 | VV Martinus - ZHVK Dinamo Moskva           | 3 - 1    | 25:21 | 21:25 | 25:15 | 25:13 |     | 96 - 74      | 1h:40   | 1.340    |
| 08-03-07 | CV Tenerife - RC Cannes                    | 3 - 1    | 25:21 | 23:25 | 25:18 | 25:19 |     | 98 - 83      | 1h:43   | 4.050    |
| 07-03-07 | Giannino Pieralisi Volley - Volley Bergamo | 1 - 3    | 22:25 | 22:25 | 25:20 | 23:25 |     | 92 - 95      | 1h:45   | 1.900    |

### Kvalificerade lag
- ZHVK Dinamo Moskva
- CV Tenerife
- Volley Bergamo
- Voléro Zürich [2]

## Finalspelet
Finalspelet spelade i Hallenstadion, Zürich, Schweiz helgen 24/24 mars 2007.

### Spelschema
|  | Semifinaler        | Semifinaler |                    |                | Final               | Final               |  |
|  |                    |             |                    |                |                     |                     |  |
|  | Volley Bergamo     | 3           |                    |                |                     |                     |  |
|  | Volley Bergamo     | 3           |                    |                |                     |                     |  |
|  | CV Tenerife        | 0           |                    |                |                     |                     |  |
|  | CV Tenerife        | 0           |                    | Volley Bergamo | 3                   |                     |  |
|  |                    |             |                    | Volley Bergamo | 3                   |                     |  |
|  |                    |             | ZHVK Dinamo Moskva | 2              |                     |                     |  |
|  | Voléro Zürich      | 2           | ZHVK Dinamo Moskva | 2              |                     |                     |  |
|  | Voléro Zürich      | 2           |                    |                |                     |                     |  |
|  | ZHVK Dinamo Moskva | 3           |                    |                | Match om tredjepris | Match om tredjepris |  |
|  | ZHVK Dinamo Moskva | 3           |                    |                |                     |                     |  |
|  |                    |             |                    |                |                     |                     |  |
|  |                    |             |                    |                | CV Tenerife         | 3                   |  |
|  |                    |             |                    |                | CV Tenerife         | 3                   |  |
|  |                    |             |                    |                | Voléro Zürich       | 0                   |  |

#### Resultat
| Datum    | Mellan                              | Resultat | Set   | Set   | Set   | Set   | Set   | Poäng totalt | Speltid | Åskådare |
| Datum    | Mellan                              | Resultat | 1     | 2     | 3     | 4     | 5     | Poäng totalt | Speltid | Åskådare |
| -------- | ----------------------------------- | -------- | ----- | ----- | ----- | ----- | ----- | ------------ | ------- | -------- |
| 24-03-07 | Volley Bergamo - CV Tenerife        | 3 - 0    | 25:14 | 25:21 | 25:20 |       |       | 75 - 55      | 1h:13   | 2.500    |
| 24-03-07 | Voléro Zürich - ZHVK Dinamo Moskva  | 2 - 3    | 25:18 | 27:29 | 25:21 | 23:25 | 9:15  | 109 - 108    | 2h:12   | 3.000    |
| 25-03-07 | CV Tenerife - Voléro Zürich         | 3 - 0    | 25:21 | 25:21 | 25:23 |       |       | 75 - 65      | 1h:19   | 2.900    |
| 25-03-07 | Volley Bergamo - ZHVK Dinamo Moskva | 3 - 2    | 25:18 | 19:25 | 25:14 | 22:25 | 15:11 | 106 - 93     | 2h:01   | 2.900    |

## Individuella utmärkelser
| Utmärkelse              | Namn                | Lag                |
| ----------------------- | ------------------- | ------------------ |
| Mest värdefulla spelare | Angelina Grün       | Volley Bergamo     |
| Bästa poängvinnare      | Virginie de Carne   | Voléro Zürich      |
| Bästa anfallare         | Francesca Piccinini | Volley Bergamo     |
| Bästa blockare          | Anastasija Belikova | ZHVK Dinamo Moskva |
| Bästa servare           | Ekaterina Gamova    | ZHVK Dinamo Moskva |
| Bästa passare           | Eleonora Lo Bianco  | Volley Bergamo     |
| Bästa mottagare         | Milena Rosner       | CV Tenerife        |
| Bästa libero            | Esther López        | CV Tenerife        |